# هالي إنجويجم 2017
هالي إنجويجم 2017 (بالألمانية: Halle–Ingooigem 2017) هو سباق دراجات هوائية، وهو الموسم رقم 70 من نفس السباق، وأقيم في 21 يونيو 2017، وامتدّ لمسافة 201 كيلومتر، وهو أحد سباقات طواف أوروبا للدراجات 2017، وقد شارك في السباق 152 متسابقاً.
فاز فيه بالمركز الأول ارنو ديمار، وبالمركز الثاني إدوارد ثيونس، وبالمركز الثالث Iljo Keisse ‏.

## الفرق
| فرق عالمية (4)- Lotto-Soudal - FDJ - Lotto NL-Jumbo - Quick-Step Floors فرق قارية محترفة (7)- Verandas Willems-Crelan ‏ - Fortuneo-Vital Concept - رومبوت تشارلز ‏ - سبورت فلاندرين بالويس 2017 ‏ - Cofidis, Solutions Crédits - Wanty-Groupe Gobert - بنجوال باوليز ساوكس دبليو بي ‏ فرق قارية (9)- An Post–Chain Reaction ‏ - Pauwels Sauzen–Vastgoedservice ‏ - Beobank-Corendon - بوديسول يوروميليونز بول كونتيننتال والون 2017 ‏ - Team Metalced ‏ - سوبرانو هام ايزوريكس 2017 ‏ - ERA–Circus ‏ - Bennelong SwissWellness Cycling Team p/b Cervelo ‏ - باولس سوزين بينغوال ‏ فريق وطني- فريق بلجيكا لركوب الدراجات للرجال 2017 ‏ |  |
| |  |

## التصنيف العام النهائي
| \| التصنيف العام \| التصنيف العام \| التصنيف العام \| التصنيف العام \| التصنيف العام \| \| العداء \| العداء \| الفريق \| الوقت \| \| \| ------------- \| ------------------------------ \| -------------------------------------------------- \| ------------- \| ------------- \| \| 1 \| ارنو ديمار \| FDJ \| 4 س 39 د 52 ث \| \| \| 2 \| إدوارد ثيونس \| فريق بلجيكا لركوب الدراجات للرجال 2017 [لغات أخرى]‏ \| + 0 ث \| \| \| 3 \| Iljo Keisse [الإنجليزية]‏ \| Quick-Step Floors \| + 0 ث \| \| \| 4 \| مكسيم دانييل \| Fortuneo-Vital Concept \| + 0 ث \| \| \| 5 \| Coen Vermeltfoort [الإنجليزية]‏ \| رومبوت تشارلز [الإنجليزية]‏ \| + 0 ث \| \| |                    |                                         |               |  |
| |                    |                                         |               |  |
| مصدر: ProCyclingStats |                    |                                         |               |  |
| التصنيف العام |                    |                                         |               |  |
| العداء | العداء             | الفريق                                  | الوقت         |  |
| 1 | ارنو ديمار         | FDJ                                     | 4 س 39 د 52 ث |  |
| 2 | إدوارد ثيونس       | فريق بلجيكا لركوب الدراجات للرجال 2017 ‏ | + 0 ث         |  |
| 3 | Iljo Keisse ‏       | Quick-Step Floors                       | + 0 ث         |  |
| 4 | مكسيم دانييل       | Fortuneo-Vital Concept                  | + 0 ث         |  |
| 5 | Coen Vermeltfoort ‏ | رومبوت تشارلز ‏                          | + 0 ث         |  |

## وصلات خارجية
- الموقع الرسمي
- هالي إنجويجم 2017 على موقع إحصائيات الدراجات الإحترافية (الإنجليزية)